# Dezvoltarea intelectuală a Spaniei arabo-islamice
== Scurtă introducere în contextul istoric ==
Pentru a putea aduce în discuție realizările culturale ale arabilor în Peninsula Iberică, este necesară o scurtă retrospectivă a celor întâmplate cu mult în trecut, înainte de fuzionarea celor două culturi, mai exact, în contextul istoric care a dus la apariția arabilor în Peninsula Iberică. Termeni precum Córdoba, Al-Andalus sau Reconquista sunt arhicunoscuți pentru orice individ mai mult sau mai puțin familiarizat cu istoria universală, și implicit, a Spaniei. Dar, analizând în profunzime prezența arabilor în Peninsula Iberică, se remarcă faptul că aceasta depășește cu mult limitele militare și că a contribuit masiv la fuzionarea culturilor creștină și arabă, cum, de asemenea, a contribuit la propagarea culturii arabe în această țară, lăsând în urmă o varietate largă de realizări intelectuale.

Cucerirea Spaniei de către arabi intră în istorie ca ultima și cea mai importantă cucerire din campania de expansiune a arabilor în Europa. Aceștia distrug regatul vizigot domnitor în Spania până în acel moment, iar într-un timp fulminant, pun stăpânire pe aproape întreg regatul vizigot, în doar patru ani. Arabii se bucură de o cucerire relativ simplă și de scurtă durată pentru că întâlnesc adversari slabi și reușesc să rămână aici din 711, de la prima campanie a lui Tāriq, până în 1492, când are loc căderea Granadei, ultima provincie rămasă în mâinile arabilor, și, o dată cu ea, căderea stăpânirii arabe în Spania. O dată cu ocuparea Spaniei de către arabi, fosta capitală vizigotă, Toledo, este înlocuită de Córdoba, care devine și centru politic al Imperiului din 756 până în 1031. Însă, nu numai Córdoba rămâne în centrul atenției, ci și alte orașe importante, precum Toledo sau Sevilla devin centre culturale importante capabile să furnizeze realizări intelectuale care să se bucure de renume, dincolo de granițele califatului, dar și să dăinuie în timp, secole întregi.

## Propagarea culturii arabe în Spania
Spania cunoaște o dezvoltare culturală importantă în timpul domniei arabilor, aceștia manifestând un interes deosebit pentru artă, filosofie sau științe exacte. Acest apogeu cultural dar și economic nemaiîntâlnit până în acel moment îl atinge Spania din timpul domniei lui ʿAbd al-Raḥmān al III-lea, cel mai glorios dintre califii de Córdoba, cel care își atribuie pentru prima dată titulatura de calif, în 935, dând naștere Califatului de Córdoba, ce ajunge să rivalizeze în plan cultural cu Califatul de la Bagdad. Numeroși savanți, oameni de litere se afirmă în această perioadă; se înființează biblioteci, pe rafturile cărora se regăsesc importante lucrări, cum ar fi, originalul textului „Materia medica” a lui Dioscoride, o lucrare extrem de prețioasă, a cărei apariție pe teritoriul Andaluziei a fost determinată de relațiile califale intreținute cu Bizanțul. 

Arta cunoaște, de asemenea, un puternic avânt, arabii construind aici monumente importante ce dăinuie ca mărturii istorice și culturale ale prezenței lor în Peninsulă, familiare fiind Marea Moschee din Córdoba și Palatul Alhambra. Două dintre cele mai impresionante monumente maure din Spania musulmană evidențiază arhitectura maur în toată splendoarea ei. Moscheea din Córdoba, a cărei fațadă principală, deschisă prin 19 pori, se îndreaptă spre fluviul Guadalaquivir, este o lucrare impunătoare, ambițioasă, ce are un minaret de aproximativ 60 de metri, o cupolă grandioasă, susținută de 1093 de coloane, în care elemente bizantine, persane dar și arabe fuzionează perfect și te transpun în îndepărtata istorie cu primul pas făcut în interiorul ei. La fel de remarcabil în istorie ramâne și Palatul Alhambra,  „al cărui decor, deși oarecum prețios, reprezintă, prin perfecțiunea sa tehnică și estetică, una dintre culmile artei islamice.” , construit într-o perioadă măcinată de incursiunile dintre armatele creștine și musulmane, primele dintre ele dorindu-și recucerirea teritoriilor stăpânite de arabi, iar cei din urmă, implicit, recuperarea lor.

Aspirația către cultură și știință continuă și după domnia lui ʿAbd al-Raḥmān al III-lea cu domnia fiului său Al Hakam al II-lea, acesta manifestând un interes sporit pentru cărți, astfel că deținea o bibliotecă impresionantă, de aproximativ 400.000 de volume de cărți și manuscrise de procurarea cărora se ocupau oamenii din subordinea sa de la Bagdad sau Alexandria. Pentru acest lucru rămâne poate cel mai învățat dintre califii Spaniei musulmane. Și nu doar acesta manifestă această predilecție pentru cultură, ci și cercuri foarte largi din populația din Andaluzia, Spania musulmană numărând în acele vremuri aproximativ 70 de biblioteci publice, ce urmăreau permanenta achiziționare și traducere a celor mai importante cărți grecești. Hakam al II-lea este o personalitate ce acordă importanță educației, ducând la rang de instituție cu renume mondial Univeristatea din Córdoba, înființată de predecesorul și tatăl sau, califul ʿAbd al-Raḥmān al III-lea, ajungând chiar să rivalizeze cu Universități cu prestigiu, precum Al-Azhar din Cairo sau Nīẓāmīya din Bagdad. 

Însă, o dată cu stingerea domniei lui ʿAbd al-Raḥmān al III-lea și a succesorului său, Al Hakam al-II-lea, Spania cunoaște un declin la fel de răsunător ca și înflorirea sa culturală din timpul celor doi califi, declin soldat cu revolte ce duc la căderea califatului ummayyad in 1031, acesta fiind nevoit să cedeze puterea în mâinile miniștrilor de la Palat, echivalenți pe plan local cu marii emiri din Orient, și la împărțirea Andaluziei în principate, un declin comparabil cu cel al califatului de la Bagdad, „caracterizat de slăbiciunea crescută a suveranilor, de rivalități interne și de lupte armate”.

În ciuda declinului politic al dinastiei ummayyade, cultura arabă, o dată impregnată în această țară, reușește să supraviețuiască acestei crize politice, capitala fiecărei provincii devenind un important centru cultural în care își fac loc opere teologice, științifice, poeme fuzionate cu lirica tradițională hispanică. Chiar dacă prezența fizică și politică a arabilor se încheie o dată cu căderea Granadei, ultima provincie recucerită de creștini, o dată ce cultura și civilizația arabă și-a pus amprenta peste cultura creștina, aceasta reușește să se facă simțită în continuare, secole de secole, până în zilele noastre, în toate domeniile. Influența arabilor din fosta Al-andalus se observă la toate nivelurile, influență rezultată în urma intersectării culturilor, modurilor de viață, civilizațiilor celor două entități.

## Realizările intelectuale ale Spaniei arabo-islamice

### Literatura hispano-arabă
Arabii au avut un rol extrem de important în  răspândirea culturii și civilizației în Occident în Evul Mediu, aceștia fiind responsabili pentru perioada strălucitoare a intelectualității în Spania arabo-islamică, perioadă în care literatura, științele, arta, filosofia au îmbogățit semnificativ Europa Occidentală, nu doar Spania. Literatura își cunoaște apogeul în secolul al XI-lea inclusiv in interiorul curții regale, califii și prinții moștenitori dând dovadă de un puternic simț estetic. Literatura hispano-arabă va oferi posterității nume importante, printre care Abū Muḥammad ʿAlī ibn Aḥmad ibn Saʿīd ibn Ḥazm sau al-Andalusī , gânditor, savant și scriitor al unor lucrări valoroase, poate cea mai importantă fiind „Al Faṣl fi al-milal w-al-ahwā' w-al-niḥal”( Cuvânt hotărâtor despre secte, heterodoxii și denominații), un tratat al religiei comparate. 

ʿAlī ibn Ḥazm, cunoscut și sub numele de „al-Andalusī ” este născut în timpul stăpânirii arabe în peninsulă, fiind nepotul unui creștin convertit la islam. Își dedică viața creației literare, mai ales după declinul califatului, până atunci ocupând funcția de vizir al califului ʿAbd al-Raḥmān al III-lea, având o operă impresionantă de 400 de volume cu teme dintre cele mai diverse: poezie, istorie, teologie, logică și multe altele. Una dintre cele mai remarcabile lucrări ale sale este „Ṭawq al- ḥammāma”, tradusă în limba română cu titlul „Colierul porumbiței-tratat despre dragoste si îndrăgostiți”, o referință importantă pentru sentimentul de iubire dar și pentru celelalte opere cu tematica iubirii, reprezintă o antologie de pasaje poetice și în proză ce analizează iubirea în toată complexitatea ei. Autorul pășește, ca un adevărat psiholog, în paradisul celui mai frumos sentiment uman și scoate la iveală iubirea în toate formele ei, cu toate secretele ei. „Este singura scriere literară a acestui autor hispano-arab interesat de teologie și drept. Textul s-a păstrat într-o copie manuscrisă datată din 1338. Editarea sa a avut drept urmare traducerea în numeroase limbi europene.”
Un alt nume important al literaturii hispano-arabe îl constituie autorul Ibn-ʽAbd-Rabbih. „Rabbih era descendentul unui sclav eliberat al lui Hišām I. Faima sa se datorează mai ales antologiei alcătuite de el, intitulată „al-'Iqd al-farīd”( „Colierul unic”), care, alături de „al-Aġāni”, ocupă un prim loc în istoria literaturii arabe. ”

### Poezia hispano-arabă
Nu doar literatura este învăluită într-o notabilă dezvoltare, ci și poezia își face loc printre pasiunile arabilor, dând naștere unor noi genuri poetice în Spania musulmană, printre care numărându-se poeziile strofice mwaššaḥatele , poemul de tip zağalsau poezia trubadurilor. Aceste poezii erau transmise pe cale orală, într-un amestec de latină vernaculară și arabă și erau foarte apreciate de toată lumea pentru că erau acompaniate adeseori de muzică. Pasiunea pentru creația poetică s-a manifestat atât în rândul poeților de rând cât și în rândul califilor, mulți dintre ei activând în  mod direct în acest sens ( despre califi) sau având poeți personali pe care îi luau cu ei în călătorii. Provincia andaluză în care se remarcă cel mai mare număr de poeți este Sevilla, capitala poeziei în secolul al XI-lea, cu însuși califul Al Muʽtamid 

Nu departe de ea aflându-se și capitala califatului, Córdoba dar și Granada. I-am amintit mai sus pe Ibn-ʽAbd-Rabbih și ʿAlī ibn Ḥazm ca fiind cei mai de seamă literați ai Spaniei musulmane, dar nu sunt singurii: cel mai mare poet andaluz este Ibn Zaydūn (1003-1071), se naște într-o familie nobilă, apropiat de curtea regală prin prisma originilor sale nobile, astfel că deține și unele funcții politice în apropierea califilor. Nutrește o iubire pătimașă față de o tânără poetă pe nume Wallada, căreia îi dedică nenumărate versuri de dragoste, ale căror temă principală este suferința cauzată de lipsa figurii iubite. Poeziile sale închinate tinerei Wallada contemplă, pe lângă iubirea pentru ea, și iubirea pentru natură, o caracteristică întâlnită la poeziile hispano-arabe evidențiată aici prin descrierea frumuseții palatului Alhambra. 

Cele mai cunoscute genuri poetice apărute în Spania secolului al XI-lea prin influența exercitată de arabi sunt mwaššaḥatele și zağal, ambele acompaniate de muzică, ce stârnesc imediat admirația creștinilor și servesc ca sursă de inspirație pentru genurile poetice ulterioare, cum ar fi poezia trubadurilor, care este născută din genul zağal, această poezie închinată iubirii existând în lumea arabă încă din perioada pre-islmaică, prin așa-numitele Muʽallaqātele, poeme lungi, cu monorimă, în care poetul deplânge absența iubitei la rămășițele tribului acesteia, transformându-se ulterior într-o poezie de dragoste de sine stătătoare. Poeziile închinate iubirii platonice își au, așadar, originile în versurile arabe, denotând încă o dată bogata moștenire culturală lăsată de arabi în Spania. 

### Filosofia
Realizările intelectuale ale arabilor în Spania nu s-au limitat doar la nivelul literaturii, ci și în filosofie, transmițând Occidentului latin filosofia greacă, aducând o dată cu aceasta și propria contribuție, ilustrată de autori celebri, precum Abū Bakr Muḥammad Ibn Yaḥya Ibn Bāğğa și Ibn Rušd, cunoscuți sub numele de Avempace și Averroes, care marchează secolul al XII-lea în Spania din punct de vedere filosofic. Cel dintâi a scris numeroase tratate filosofice, astronomice dar și de medicație, care au reprezentat o sursă de inspirație pentru succesorul său, Ibn Rušd. Cea mai importantă lucrare a sa este „Tazbīr al-mutawḥḥid” (De regimini solitarii, Regimul solitarului), lucrare ce are ca scop „de a demonstra cum se poate uni omul cu Intelectul Activ și de a explica de ce preocuparea filosofiei trebuie să fie îmbunătățirea treptată a spiritului uman prin uniunea cu divinul.”

Un alt filosof andaluz important este Ibn Rušd, cunoscut și sub numele de Averroes, considerat cel mai mare filosof musulman, având o influență importantă asupra Occidentului mai ales prin comentariile sale aduse operei lui Aristotel. Mai exact, acesta crea lucrări filosofice sau științifice, pornind de la o lucrare a lui Aristotel pe care o parafraza, având ca suport traduceri ale predecesorilor săi de la Bagdad, întrucât nu cunoștea limba greacă. Acest lucru i-a adus renumele și aprecierea în Europa mai mult decât în lumea musulmană. Cea mai importantă lucrare a sa propriu-zis filosofică se intitulează „Tahāfut al-tahāfut” (Incoerența incoerenței). Acesta a dat naștere și unei scoli de gândire, averroismul, care, începând cu secolul al XII-lea și până la sfârșitul secolului al XVI este principala școală de gândire. Este adeptul raționalismului și consideră că toate lucrurile trebuie supuse judecății raționale. Totuși, această concepție a reacții contradictorii în rândul unor musulmani din Spania, ajungând până la clerul creștin.

### Școala de traducători de la Toledo
Ca argument pentru interesul sporit acordat filosofiei și marilor creații ale filosofilor greci, se înființează, la Toledo, important centru cultural, așa numita școală de traducători de la Toledo. În ciuda numelui, nu a fost o instituție propriu-zisă, ci mai degrabă era o activitate ce aduna numeroși cărturari, traducători pasionați de marile lucrări științifice și filosofice ale filosofilor antici ce se întrunesc pentru a le traduce pentru a le facilita înțelegerea.. 

Această școală de traduceri i-a naștere din inițiativa unui arhiepiscop pe nume Raymond, din necesitatea înțelegerii lucrărilor importante științifice grecești; fiindcă în Evul Mediu o persoană nu cunoștea mai multe limbi străine, cum se întâmplă în zilele noastre, era nevoie de traducători specializați, cel mai adesea din rândul evreilor, care să traducă lucrările din greacă în limba arabă; de obicei, traducerea trecea prin mai multe etape: se traducea de obicei din arabă în spaniolă și din spaniolă în latină, sau din arabă în greacă sau latină. O ipoteză a contextului în care a apărut școala de traducători de la Toledo pleacă de la momentul în care lui ʿAbd al-Raḥmān al III-leai s-a oferit în dar un exemplar din „Materia medica” a lui Dioscoride de către Împăratul Bizanțului, Constantin al VII-lea, și, cum nimeni nu cunoștea limba greacă la vremea aceea în Córdoba, îi este adus un călugăr care să se ocupe de traducerea lucrării. Acesta reprezintă punctul de plecare al activității școlii de traducători de la Toledo, școală care a avut un rol important în transmiterea moștenirii greco-latine în Europa medievală.

Nu doar lucrările marilor filosofi greci au fost traduse în cadrul acestei școli, ci și lucrări importante ale savanților musulmani, contribuind astfel, la aducerea la cunoștință a lucrărilor acestora în Occident. Printre cele mai remarcabile lucrări ale savanților arabi traduce la Toledo se numără algebra lui al-Khwarizmi, sau prima traducere în limba latină a Coranului, efectuată în anul 1143.. 

### Astronomia
Spania andaluză se remarcă, în secolul al X-lea și prin cultivarea intensă a lucrărilor de astronomie, întrucât astronomii andaluzi erau pasionați de studiul astrelor și erau de părere că acestea ne influențează întru totul viața, de la naștere și până la moarte. Astfel, iau naștere numeroase lucrări astronomice în Spania, dar se și traduc, totodată, în limba latină, studii astronomice ale astrologilor din Orientul Mijlociu. Printre cele mai importante lucrări astronomice din Spania musulmană se numără așa numitele „Tabele alfonsine” și „Tabele toledane”. Primele dintre ele, după cum sugerează și numele, au fost alcătuite sub inițiativa lui Alfonso al X-lea, care întrunește o echipă de savanți ce lucrează la alcătuirea acestor tabele în care se regăseau date importante despre determinarea poziției Soarelui, a Lunii și a planetelor. Tabelele toledane, anterioare celor alfonsine, se bazau și ele pe studiile făcute de astronomi musulmani și evrei din Spania și au avut același scop ca și tabelele alfonsine. Au fost alcătuite tot la Toledo, au preluat cele mai multe informații de la astrologul al-Zarqāli și au fost traduse în limba latină de către traducătorul italian Gerardo din Cremona.

### Geografia
Cel mai vestit geograf al Andaluziei este Al-Idrisi, născut în orașul Ceuta, în Nordul Marocului dar crește și este educat în Spania. Idrisi nu se limitează doar la scrierile geografice, ci este și un important savant al lumii arabe, ajunge și la curtea regelui normand, Roger al II-lea al Siciliei. Cele mai prolifice lucrări a lui Idrisi sunt Kitab nuzhat al-mushtaq și harta Tabula Rogeriana, denumită în acest fel prin prisma șederii îndelungate a acestuia la curtea regelul Siciliei, și pentru că a fost atribuită Europei de către regele Roger al II-lea. O lucrare complexă ,în care Idrisi a adunat peste 70 de hărți ale lumii și la care a lucrat la ea ani întregi în timp ce se afla la curtea Regelui Roger al II-lea. Lucrarea poate fi privită ca o revoluționare în domeniul cartografierii și al geografiei Evului Mediu, întrucât a fost primitiă cu interes de către savanții europeni și non-europeni, fiind tradusă în numeroase limbi străine și a reprezentat o sursă principală de inspirație pentru viitorii savanți. 

„Lucrările sale, traduse în latină, au fost singurele manuale de acest gen în Occident, în timpul Evului Mediu, iar în ceea ce privește hărțile care le însoțesc, timp de trei secole Europa n-a făcut decât să le copieze. Printre hărțile lui idrisi, există una pe care se văd conturate, ca izvoare ale Nilului, marile lacuri ecuatoriale, lacuri pe care europenii le-au descoperit de-abia în secolul al XIX-lea.”

Pe lângă Al-Idrisi, un alt geograf cunoscut din secolul XII, care a trăit la Córdoba se numește Abū ʿUbayd ʿAbd Allāh ibn ʿAbd al-ʿAzīz al-Bakrī, cunoscut pentru complexa sa lucrare, Kitāb al-Masālik wa-al-Mamālik (Cartea drumurilor și regatelor), o carte ce se centrează pe descrierea Imperiului Ghana și a comerțului transsaharian ce legau acest imperiu de lumea arabă.
După Al- Bakri si Idrisi, geografia andaluză se remarcă prin numeroasele relatări de călătorie, cele mai valoroase fiind ale lui Ibn-Ğubayr, călător și geograf din Andaluzia. Cea mai importantă lucrare a sa este „Rihla”, una dintre cele mai importante lucrări din literatura geografică, în care descrie călătoria sa care pornește din Granada anului 1183 și se încheie cu Mecca; în această călătorie mai vizitează și Egiptul, Irakul, Siria si Sicilia. După această călătorie mai parcurge încă două, prima dintre ele între anii 1189-1191 iar a doua în anul 1217, la Egipt, este încheiată cu moartea sa.